# لينا سودربرغ
لينا سودربرغ (بالسويدية: Lena Söderberg)‏ هي بلاي ميت وعارضة سويدية، ولدت في 31 مارس 1951 في السويد.